# Gavril Ștrempel
Gavril Ștrempel, alternativ Gabriel Ștrempel, (n. 8 septembrie 1926, Pomi, județul Satu Mare (interbelic), România - d. 1 decembrie 2020, București) a fost un istoric al culturii, filolog și bibliograf român. A fost membru de onoare (din 1993) al Academiei Române. 

## Biografie
A absolvit Liceul „Mihai Eminescu” din Satu Mare ca șef de promoție, își susține bacalaureatul în anul 1947 - clasele IV-VI le-a urmat la Liceul Brătianu din Pitești (1942-1946), fiind refugiat politic din Ardeal. Urmează Facultatea de Istorie a Universității din București 1947-1951. Doctoratul îl susține la Universitatea din Cluj în anul 1967, pe atunci, singurul centru de studii pentru istoria medievală. Teza de doctorat având titlul Copiști de manuscrise românești până la 1800 a fost publicată la Editura Academiei Române în anul 1959.
În anul 1950, student în anul IV fiind, este angajat prin concurs ca bibliotecar ajutor la Biblioteca Academiei Române, în anul 1953 devenind bibliotecar principal și delegat cu coordonarea serviciilor unite de documente istorice și manuscrise. În anul 1955 devine cercetător principal și este titularizat șeful secției de manuscrise–documente istorice. Apoi, pe rând, prin concurs, ocupă postul de șef de sector în anul 1959 și în anul 1965 șef al Secției  Colecții Speciale (documente, manuscrise, cărți rare, stampe, hărți, numismatică, muzică).
Din 1975 ocupă funcția de director adjunct, iar în 1993 devine director, apoi director general al Bibliotecii Academiei Române, în prezent fiind director general onorific.
A efectuat călătorii de specializare și cercetări istorice în Rusia, Ucraina, Georgia, Armenia, Iugoslavia, Ungaria, Polonia, Cehoslovacia, Bulgaria, Grecia, Austria, Germania, Franța, Suedia, Israel, Italia.
A fost cercetător la Institutul de Istorie Nicolae Iorga unde a contribuit la apariția volumelor I-III din Documentele Răscoalei din 1821.
A conferențiat mai mulți ani la centrul de pregătire a muzeografilor Arhiepiscopiei Ungrovlahiei și Ardealului de la Techirghiol.
A ținut cursuri de Istoria civilizației și culturii românești și de Istoria scrisului și a cărții la Universitatea din București.
A publicat de-a lungul anilor numeroase lucrări, studii și articole, precum și o serie de ediții critice, între care: Antim Ivireanul, ”Predici” (1962); Antim Ivireanul, ”Opere” (1972 și 1997); Nicolae Costin, ”Ceasornicul domnilor” (1976); Ioan Neculce, ”Opere” (1982); Ioan Neculce, ”Letopisețul Țării Moldovei” și ”O samă de cuvinte” (1986); Axinte Uricariul, ”Cronica paralelă a Țării Românești și a Moldovei” (2 volume, 1993-1994); ”Cronograful tradus din grecește de Pătrașco Danovici” (2 volume, 1998-1999); Ianache Văcărescu, ”Istoria othomanicească” (2001). De asemenea, a colaborat la volumul I din ”Istoria literaturii române”, la volumele I-III din ”Documentele Răscoalei din 1821” ș.a.
A fost profesor asociat la Facultatea de Litere a Universității din București și președinte executiv al Fundației ”N. Iorga” de pe lângă Academia Română. În prezent este director onorific al Bibliotecii Academiei Române. Este membru de onoare al Academiei Române (din 12 noiembrie 1993), membru al Uniunii Scriitorilor, membru de onoare al Societății de Științe Filologice, membru de onoare al Societății Numismatice Române. Gabriel Ștrempel a fost distins cu Premiul revistei ”Manuscriptum” (1972), Premiul ”Timotei Cipariu” al Academiei Române (1976), Premiul ”Perpessicius” al revistei ”Manuscriptum” (1993), Premiul Uniunii Scriitorilor (1999), Premiul orașului Satu Mare (2000), Premiul Național al Ministerului Culturii (2001). A fost decorat cu Ordinul ”Meritul Cultural” clasa a III-a, cu Ordinul Național ”Steaua României” în grad de Ofițer, cu Medalia ”Mihai Eminescu” ș.a.

## Volume publicate. Ediții
- Copiști de manuscrise românești până la 1800, București, 1959.
- Catalogul manuscriselor românești (în colaborare cu Florica Moisil și Lileta Stoianovici), vol. IV, București, 1967.
- Catalogul manuscriselor românești. BAR, vol. I–IV, București, 1978–1992.
- Bibliografia românească modernă (1831–1918) (în colaborare), I–IV, București, 1984–1996.
- Antim Ivireanul, Pre¬dici, pref. edit., București, 1962.
- Antim Ivireanul, Opere, ediție critică și studiu introductiv, Bu¬curești, 1972.
- Antim Ivireanul, Opere, introd. edit., București, 1997.
- Antim Ivireanul, Dida¬hii, București, 2010 (în colaborare cu arhimandrit Mihail Stanciu).
- Antim Ivireanul, Scrieri, București, 2011 (în colaborare cu arhi¬mandrit Mihail Stanciu).
- Antonio de Guevara, Ceasorni¬cul domnilor, tr. Nicolae Costin, introd. edit., București, 1976.
- Ion Neculce, Opere, introd. edit., București, 1982.
- Ion Neculce, Letopisețul Țării Moldovei și O samă de cuvinte, Bucu¬rești, 1986.
- Axinte Uricariul, Cronica paralelă a Țării Ro¬mânești și a Moldovei, I–II, introd. edit., București, 1993–1994.
- Cronograf tradus din grecește de Pătrașco Danovici, I–II, pref. edit., introd. Paul Cernovodeanu, București, 1998–1999.
- Ianache Văcărescu, Istoria othomanicească, introd. edit., București, 2001.
- Marii cronicari ai Moldo¬vei, introd. edit., București, 2003.
- Manuscrise slavone și românești din Biblioteca Universității din Ujgorod, ed. bilingvă, Satu Mare, 2012 (în colaborare).

## Afilieri
- Membru de onoare al Academiei Române (1993)
- Membru al Uniunii Scriitorilor
- Membru de onoare al Societății Numismatice Române
- Membru de onoare al Societății de Științe Filologice
- Membru Honoris Causa al Universității Vasile Goldiș din Arad

## Premii și decorații
- 1972 – Premiul Manuscriptum pentru ediția Antim Ivireanul, Opere
- 1976 – Premiul Academiei Române „Timotei Cipariu”, pentru N. Costin, Ceasornicul domnilor
- 1999 – Premiul Uniunii Scriitorilor pentru vol.I și II din Cronograful lui Pătrașco Danovici'
- 2000 – Premiul cultural al orașului Satu Mare
- 2001 – Premiul național al Ministerului Culturii pentru Istoria othomanicească a lui Ianache Văcărescu
- Decorat cu Ordinul Steaua României în grad de ofițer
- Decorat cu Ordinul Meritul Cultural
- Decorat cu Ordinul Sf. Constantin și Elena al Patriarhiei Române
- Decorat cu Medalia Mihai Eminescu